# Mark Ordesky
Mark Lowell Ordesky (Condado de Sacramento, California; 22 de abril de 1963) es un productor y productor ejecutivo de cine estadounidense.

## Biografía
Mark Ordesky nació y creció en el condado de Sacramento (California), graduándose en 1985 en prensa escrita en la Escuela de Comunicación USC Annenberg. Destacó por ser el editor del periódico universitario Daily Trojan y miembro de la Fraternidad Chi Phi, de la que más tarde pasó a ser miembro de honor. En 1993 contrajo matrimonio con Jill Socolik, y en 2004 con su segunda mujer Rachell O'Connell de Wellington (Nueva Zelanda).
En el mundo del cine, su trabajo más notable fue su labor en la producción de la trilogía cinematográfica de El Señor de los Anillos por la que consiguió multitud de premios, sobre todo por la última entrega de la trilogía, El Señor de los Anillos: el retorno del Rey, que hizo historia al convertirse en la primera película que consiguió ganar todos los Premios Óscar a los que estaba nominada, incluyendo el de mejor película. Durante 20 años trabajo en New Line Cinema, siendo productor ejecutivo de multitud de películas, como Shine (1996), nominada a siete Premios Óscar.

## Filmografía

### En el departamento de producción
- Critters 3 (1991): productor asociado.
- Critters 4 (1991): productor asociado.
- Sunset Grill: productor ejecutivo.
- The Hidden II (1994): productor ejecutivo.
- Mother Night (1996): productor ejecutivo.
- Mr. Nice Guy (1997): productor ejecutivo.
- Pecker (1998): productor ejecutivo.
- Por amor a Rosana (1998): productor ejecutivo.
- State and Main (2000): coproductor.
- El Señor de los Anillos: la Comunidad del Anillo (2001): productor ejecutivo.
- El juego de Ripley (2002): productor ejecutivo.
- El Señor de los Anillos: las dos torres (2002): productor ejecutivo.
- El Señor de los Anillos: el retorno del Rey (2003): productor ejecutivo.
- El lenguaje de los sueños (2003): productor ejecutivo.
- Los sexoadictos (2004): productor ejecutivo.
- Reencarnación (2004): productor ejecutivo.
- El nuevo mundo (2005): productor ejecutivo.
- The Texas Chainsaw Massacre: The Beginning (2006): productor ejecutivo.
- La brújula dorada (2007): productor ejecutivo.
- Corazón de tinta (2008): productor ejecutivo.
- Paris Connections (2010): productor ejecutivo.
- The Long, Slow Death of a Twenty Something (2011): coproductor ejecutivo.
- Tiger Eyes (2012): productor.
- Lovely Molly (2012): productor.
- Caza al asesino (2013): productor.
- Exists (2014): productor.
- The Murders of Brandywine Theater (2014): productor ejecutivo.

#### Para la televisión
- The Quest (2014): productor ejecutivo.

### En el departamento de dirección
- The Long and Short of It (corto, 2003): director de la segunda unidad.